# 李元吉
李 元吉（り げんきつ）は、中国唐の高祖李淵の四男。高祖の即位に伴い斉王に立てられ、太原を守ったが劉武周の侵攻を受けて失陥した。玄武門の変にて長兄の李建成とともに次兄の李世民（太宗）に殺された。

## 経歴
仁寿3年（603年）、李淵と竇夫人（後に太穆皇后と追号される）の間の四男として生まれた。小字（幼名）は三胡といった。
大業13年（617年）、李淵が反隋の兵を起こすと、元吉は太原の留守となり、姑臧郡公に封ぜられ、斉国公に進み、総十五郡諸軍事となり、鎮北将軍・太原道行軍元帥を加えられた。武徳元年（618年）、李淵が帝位につくと、元吉は斉王に進み、并州総管となった。武徳2年（619年）、劉武周の侵攻を受けて元吉は逃亡し、并州（太原）は陥落して、李淵の譴責を受けた。
まもなく侍中・襄州道行台尚書令・稷州刺史となった。武徳4年（621年）、次兄の秦王李世民が王世充の拠る東都を囲み、竇建徳が敵側に来援すると、李世民自身は竇建徳を迎え撃ち、元吉と屈突通を守りに回した。王世充が組しやすしとみて出兵してくると、元吉は伏兵を置いて襲撃し、敵将を捕らえて功績を挙げた。東都が平定されると、司空に任ぜられた。武徳6年（623年）、隰州総管を加えられた。
ときに唐建国における李世民の功績が大きく、長兄の皇太子李建成は位を奪われることを恐れた。元吉は李建成と結託して李世民の追い落としにかかり、讒言や謀殺の企みを繰り返した。
武徳9年（626年）、左衛大将軍に転じ、司徒に進み、侍中・并州大都督を兼ねた。突厥が辺境を侵した機会に乗じて、李建成は元吉を北伐のためといって推薦し、その兵をもって兵変を起こそうとした。元吉は李建成とともに宮廷に参内する途中、玄武門で李世民の兵に攻撃され、李建成は射殺され、元吉は尉遅敬徳に殺された。
貞観初年に改葬されて、海陵郡王に改封された。のちに巣王に改封され、曹王李明（楊氏と兄の李世民の子）が後を継いだ。

## 家族

### 妻妾
妻：楊氏。夫の兄の李世民に寵愛され、李明を生んだ。

### 男子
梁王李承業・漁陽王李承鸞・普安王李承奨・江夏王李承裕・義陽王李承度
- いずれも李世民に処刑された

### 女子
- 和静県主（薛収の子の薛元超に降嫁した）
- 寿春県主（楊豫之（楊雄の子の楊師道の子）に降嫁した）
- 文安県主（623年 - 648年、段儼（段文振の子の段綸の子）に降嫁した）
- 新野県主 李令（624年 - 662年、裴重暉に降嫁した）
- 帰仁県主（625年 - 668年、姜謩に降嫁した）

## 逸話・人物
- 元吉が生まれたとき、竇夫人は元吉の容貌を嫌って取り上げず、侍媼の陳善意が乳母となって育てたと言われる。少年時代の元吉は、つねづね奴隷や婦妾たちを駆り立てて戦争ごっこをやり、死傷者が出るほどであった。のちに元吉も負傷したので、陳善意がこの遊びをやめさせたところ、元吉は怒って、壮士に命じて陳善意をひしぎ殺させ、慈訓夫人の私諡を贈った。
- 劉武周が汾州・晋州を攻略すると、李淵は右衛将軍の宇文歆を太原に派遣して守らせた。元吉は鷹や狗を好み、いつも網を載せた三十の車を出して、「わたしは三日食わないことはできるが、一日でも猟をしないことはできない」と言っていた。夜は民家に出没して淫行を重ね、府門は閉じられなかった。宇文歆はうるさく諫めたが、容れられなかったので、「斉王はたびたび竇誕とともに狩猟に出かけ、民の田畑を踏み荒らし、側近も略奪をほしいままにするので、畜産も絶えてしまいました。道すがら弓を射かけて、人が矢を避けるのを見て楽しみとしています。百姓の恨みは甚だしいもので、とてもともに守ることはできません」と李淵に報告した。李淵は宇文歆を召還した。
- 特に槍術に優れており、槍術の達人であった尉遅敬徳と勝負したエピソードが伝わる。
- 左車騎将軍謝叔方は直属の将である。

## 伝記資料
- 『旧唐書』巻64 列伝第14「巣王元吉伝」
- 『新唐書』巻79 列伝第4「巣王元吉伝」